# Jean-Joseph Cassanéa de Mondonville
Jean-Joseph de Mondonville (batizado em 25 de dezembro de 1711 - 8 de outubro de 1772), também conhecido como Jean-Joseph Cassanéa de Mondonville, foi um violinista e compositor francês. Ele era um jovem de sucesso contemporâneo de Jean-Philippe Rameau e desfrutou de grande sucesso em sua época. Pierre-Louis Daquin (filho do compositor Louis Claude Daquin) afirmou: "Se eu não pudesse ser Rameau, não há ninguém que eu preferia ser além de Mondonville".

## Trabalhos selecionados

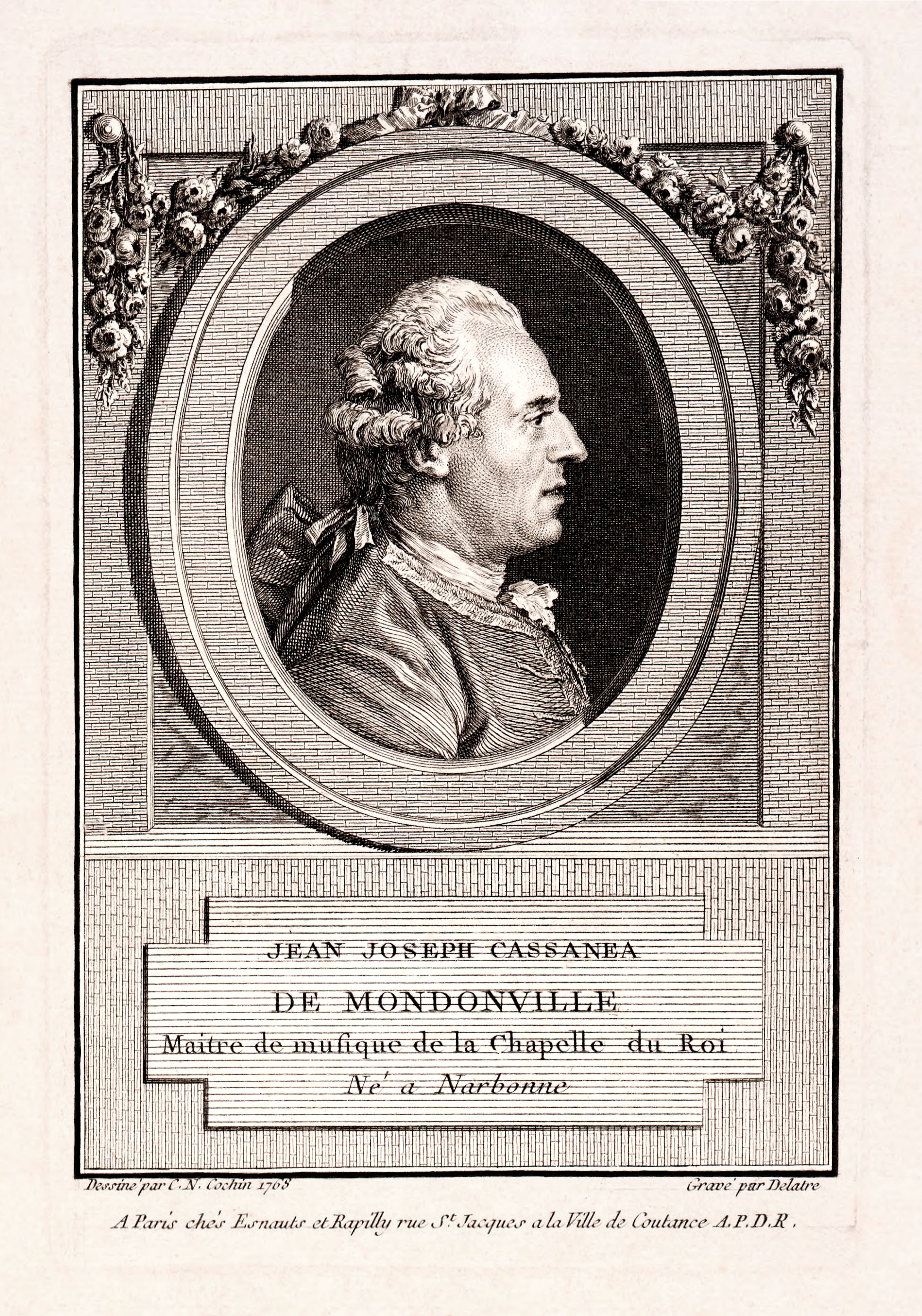
Jean-Joseph Cassanéa de Mondonville

### Óperas
- Isbé (1742)
- Bacchus et Erigone (1747)
- Le carnaval du Parnasse (1749)
- Vénus et Adonis (1752)
- Titon et l'Aurore (1753)
- Daphnis et Alcimadure (1754)
- Les fêtes de Paphos (1758)
- Thésée (1765)
- Les projets de l'Amour (1771)